# Hafada-Piercing
Ein Hafada-Piercing (auch Scrotal) ist ein Piercing in der Haut des Hodensacks. Es wird gewöhnlich nicht sehr tief gestochen, und obwohl es sich dabei um ein Oberflächenpiercing handelt, ist die Gefahr des Herauswachsens aufgrund der Flexibilität der Haut in diesem Bereich sehr gering.

## Geschichte
Angeblich wurden Hafada-Piercings bereits als Ritual bei heranwachsenden jungen Männern im Nahen Osten durchgeführt. Jedoch gibt es keine Belege für diese Theorie.

## Durchführung und Heilung
Wie auch bei anderen Piercings wird zunächst die zu durchstechende Hautpartie desinfiziert. Anschließend werden Ein- und Ausstichstelle markiert, mit einer Piercing-Klemme fixiert und mit einer speziellen Nadel durchstochen.
Als Schmuckeinsatz kann wahlweise ein Ball Closure Ring oder ein Barbell verwendet werden.
Die Heilung ist relativ unkompliziert und dauert in der Regel zwischen sechs und acht Wochen.

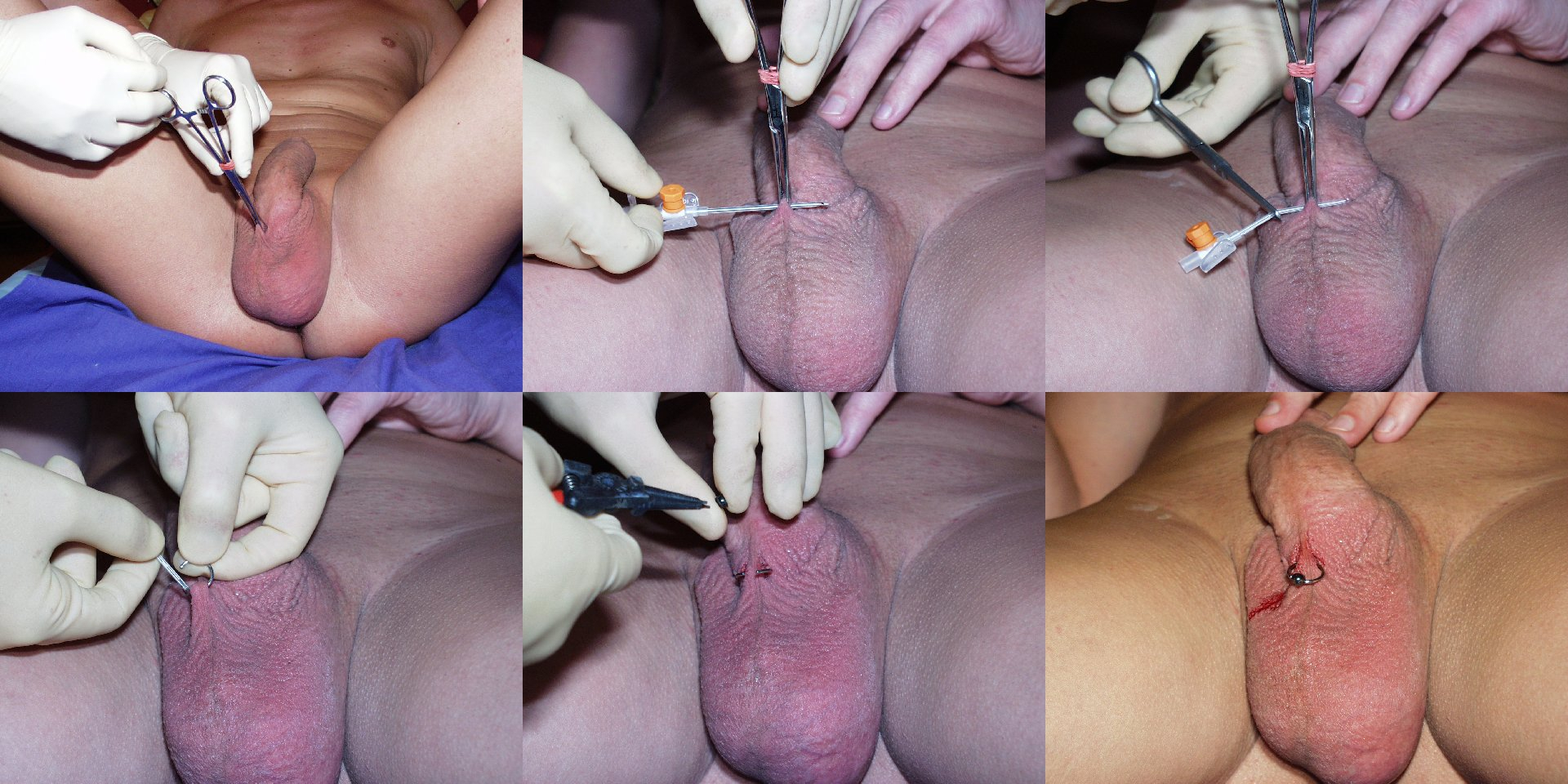
Stechen eines Hafada-Piercings

## Variationen

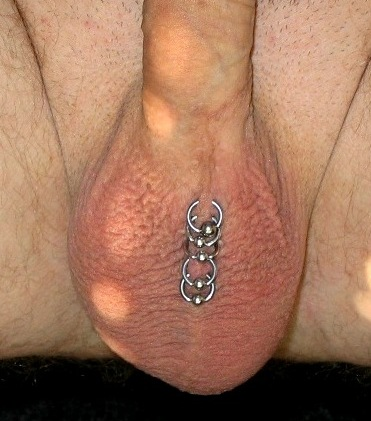
Scrotal-Ladder

Mehrere Hafada-Piercings, die in einer Reihe oder anderweitig symmetrisch angebracht sind und an die Sprossen einer Leiter erinnern, werden als Scrotal Ladder bezeichnet. Wie viele andere Piercings können auch Hafada-Piercings vorsichtig geweitet werden.
Das Lorum wird an der Stelle zwischen Penisschaft und Hodensack gestochen und kann daher auch als Variation des Frenulumpiercings betrachtet werden. Der Begriff ist ein Kofferwort aus „low“ (englisch: tief) und „Frenum“.